# Kanton La Haye-du-Puits
La Haye-du-Puits is een voormalig kanton van het Franse departement Manche. Het kanton maakte deel uit van het arrondissement Coutances.

## Geschiedenis
Het kanton werd op 22 maart 2015 opgeheven waarop Appeville, Cretteville, Houtteville et Vindefontaine werden opgenomen in het aangrenzende kanton Carentan en de overige gemeenten in het op die dag gevormde kanton Créances.

## Gemeenten
Het kanton La Haye-du-Puits omvatte de volgende gemeenten:
- Appeville
- Baudreville
- Bolleville
- Canville-la-Rocque
- Coigny
- Cretteville
- Denneville
- Doville
- Glatigny
- La Haye-du-Puits (hoofdplaats)
- Houtteville
- Lithaire
- Mobecq
- Montgardon
- Neufmesnil
- Prétot-Sainte-Suzanne
- Saint-Nicolas-de-Pierrepont
- Saint-Rémy-des-Landes
- Saint-Sauveur-de-Pierrepont
- Saint-Symphorien-le-Valois
- Surville
- Varenguebec
- Vesly (deels)
- Vindefontaine